# Мирю Павлов
Мирю (Михаил) Павлов е български занаятчия, търговец и общественик.

## Биография
Първороден син е на учителя в едно от килийните училища в Ловеч – поп Павел. Негов брат е лекарят Коста Павлов. Занимава се с чохаджийство – изработване на украси от сърмен надшев върху вълнен плат. По-късно става търговец, комисионер и лихвар. Участва активно в борбата против гръцкия владика в Ловеч Иларион. По време на освобождението на града през 1877 г. е съсечен от турците.